# 카메오 출연
카메오는 영화나 텔레비전 드라마에 원래 캐스팅된 배우가 아님에도 불구하고 특별출연하는 경우를 말한다. 우정출연이라고도 한다 주로 친한 배우끼리나 특별한 에피소드에 등장하며 유명한 배우임에도 불구하고 단역배우 수준으로 짧게 출연한다. 《클레멘타인》의 스티븐 시걸처럼 카메오인지 아닌지 모호한 경우도 있다.

## 같이 보기
- 단역
- 보조 출연자